# Prîșîb, Bereznehuvate
Prîșîb (în ucraineană Пришиб) este un sat în comuna Vîsunsk din raionul Bereznehuvate, regiunea Mîkolaiiv, Ucraina.

## Demografie
Componența lingvistică a localității Prîșîb
     Ucraineană (91,44%)
     Română (3,7%)
     Rusă (2,55%)
     Belarusă (2,31%)
Conform recensământului din 2001, majoritatea populației localității Prîșîb era vorbitoare de ucraineană (91,44%), existând în minoritate și vorbitori de română (3,7%), rusă (2,55%) și belarusă (2,31%).